# Lenton
Lenton (en francès Lanton) és un municipi francès situat al departament de la Gironda i a la regió de la Nova Aquitània. Es troba al vessant septentrional de la conca d'Arcaishon, entre Endarnòs, Arés i Audenja.

## Demografia
| 1962                                       | 1968  | 1975  | 1982  | 1990  | 1999  | 2007  |
| ------------------------------------------ | ----- | ----- | ----- | ----- | ----- | ----- |
| 1.401                                      | 1.567 | 1.668 | 2.535 | 3.734 | 4.962 | 5.966 |
| Des de 1962: població sense dobles comptes |       |       |       |       |       |       |

## Administració
| Període | Identitat         | Partit |
| ------- | ----------------- | ------ |
| 2001-   | Christian Gaubert | PS     |

## Agermanaments
- Lodosa
- Ameglia